# نيكولاس كوك (عالم موسيقى)
نيكولاس كوك (بالإنجليزية: Nicholas Cook)‏ هو عالم موسيقى بريطاني، ولد في 5 يونيو 1950 في أثينا في اليونان.

## وصلات خارجية
- نيكولاس كوك على موقع ميوزك برينز (الإنجليزية)